# Устье (Рязанская область)
У́стье — село в Сасовском районе Рязанской области России. Входит в состав Глядковского сельского поселения.

## Географическое положение
Находится на автодороге Сасово — Кадом, в 16 км к северо-востоку от райцентра Сасово, в 14 км от ближайшей железнодорожной станции, на левом берегу реки Цна, при впадении её в Мокшу.
Ближайшие населённые пункты:

— село Мыс Доброй Надежды в 8 км по асфальтированной дороге;

— Кошибеево в 4 км к юго-востоку, на противоположном берегу Цны (переправы через реку не существует);

— Глядково 3 км к юго-западу по асфальтированной дороге;

— село Истлеево в 3,5 км к западу по асфальтированной дороге.
В селе 11 улиц
- ул. 8 Марта
- ул. Больничная
- ул. Зелёная
- ул. Луговая
- ул. Речников
- ул. Садовая
- ул. Спортивная
- ул. Типанова
- ул. Черёмушки
- ул. Школьная.
- ул. Царёв посёлок

## Природа

#### Климат
Климат умеренно континентальный с умеренно жарким летом (средняя температура июля +19 °С) и относительно холодной зимой (средняя температура января −11 °С). Осадков выпадает около 600 мм в год.

#### Рельеф
Высота над уровнем моря 86—92 м.

#### Гидрография
Село протянулось на 2 км по левому берегу реки Цны, которая менее чем в 1 км к северо-востоку впадает в реку Мокшу.
В окрестностях представлено множество старичных озёр рек Цны (Барская Река, Жигановка, Заводь, Трескина Река, Мелкое, Чекуш, Глубокое, Старица, Глушица) и Мокши (Новое Колодское, Старое Колодское, Байбашево, Таево, Мочилы, Кожемяк).

## История
В 1883 г. деревня Устье входила в Истлеевскую волость Елатомского уезда Тамбовской губернии.
С 2004 г. и до настоящего времени входит в состав Глядковского сельского поселения.
До этого момента село входило в Устьевский сельский округ.

## Население
| 1914 | 1984 | 1989 | 2002 | 2010 |
| ---- | ---- | ---- | ---- | ---- |
| 1403 | ↘800 | ↘738 | ↘647 | ↘425 |

## Люди, связанные с селом
- Типанов, Александр Фёдорович (1924, Устье — 1944) — Герой Советского Союза.

## Интересные факты
• Своё название получило по факту впадения реки Цны в реку Мокшу — иными словами «Устье реки Цны».

• В 5 км к северу, на реке Мокше до 90-х годов XX в. функционировала Рассыпухинская ГЭС, имеющая районное значение, с судоходным шлюзом. До наших дней из строений сохранились лишь остов гидротурбинного цеха, остатки плотины, образующие перекат и шлюзовой светофор, обеспечивавший очередность прохода судов через шлюз.